# السويسي
السويسي هي جماعة ترابية تُعتبر إحدى الدوائر الست التي تتألف منها الجماعة الحضرية لمدينة الرباط في جهة الرباط سلا القنيطرة في المغرب. ويشغل السياسي المغربي عادل الأتراسي منصب عمدة بلدة السويسي في الوقت الحالي بعدما أعيد انتخابه في عام 2021.

## السكان
شهدت بلدة السويسي زيادة في عدد السكان، حيث ارتفع عدد سكانها من 25،070 نسمة في عام 1994 إلى 27،323 نسمة في عام 2004.

## الخدمات
تحتوي بلدة السويسي على العديد من المرافق والمنشآت الخدمية والتجارية مثل مول ميجا، ورويال جولف دار السلام، والمجموعة المدرسية أندريه مالرو، وكلية سانت إكزوبيري التابعتين للبعثة العلمانية الفرنسية، ووكالة التعليم الفرنسي في الخارج، إلى جانب عدد من السفارات والممثليات.

## الميزانية
بلغت ميزانية بلدة السويسي في عام 2022 حوالي 10.5 مليون درهم مغربي.

## مجلس بلدية السويسي
يتألف مجلس بلدية السويسي من مسؤولين منتخبين من قاطني بلدة السويسي، ويجتمع المجلس ثلاث مرات سنويًّا تكون عادة خلال الأسبوع الأول من شهور يناير ويونيو وسبتمبر، وفي بعض الحالات قد يجتمع المجلس أيضًا بشكل استثنائي إما بناءًا على طلب رئيس مجلس البلدية، أو بناءًا على طلب ثلث أعضاء المجلس، أو بناءًا على طلب السلطة المحلية بمدين الرباطة، وتكون جلسات المجلس عامة، إذ يمكن لأي جمعية أو شخص الحضور، ويجب إرسال نسخ من مداولات المجلس إلى رئيس البلدية الحضرية للرباط، والمسمى أيضًا برئيس بلدية الرباط. يتولى مجلس بلدية السويسي إدارة ميزانيته الخاصة، أما مقدار مخصصاته المالية فتقررها البلدية الحضرية لمدينة الرباط.

## رئيس مجلس بلدية السويسي
رئيس مجلس بلدية السويسي هو موظف مدني يتم تعيينه بالانتخاب من داخل مجلس بلدية الرباط، ويتولى فور تعيينه إدارة ممتلكات بلدة السويسي، كما يتولى تنفيذ القرارات التي صوت عليها مجلس البلدة، ويمكن لمواطني البلدة تقديم الشكاوى والإبلاغ عن المشكلات المحلية مباشرة إلى رئيس بلدية الرباط، كما يمكنهم إرسال الأفكار والاقتراحات إلى رئيس بلدية الرباط.
يشغل السياسي المغربي عادل الأتراسي منصب الرئيس الحالي لمدلس بلدية السويسي بعدما تم انتخابه خلال الانتخابات البلدية لعام 2021 التي ترشح فيها ضمن قائمة مرشحي حزب التجمع الوطني للأحرار، وفيما يلي قائمة بأسماء 24 من المسؤولين المحليين المنتخبين في مجلس بلدية السويسي:
| أسماء المسؤولين المحليين المنتخبين في مجلس بلدية السويسي | أسماء المسؤولين المحليين المنتخبين في مجلس بلدية السويسي |
| -------------------------------------------------------- | -------------------------------------------------------- |
| عادل الاتراسي                                            | عمدة بلدية السويسي                                       |
| اديب ابن ابراهيم                                         | عضو مجلس بلدية السويسي                                   |
| عبد العزيز الدرويش                                       | عضو مجلس بلدية السويسي                                   |
| فتيحة المودني                                            | عضو مجلس بلدية السويسي                                   |
| جلال الاتراسي                                            | عضو مجلس بلدية السويسي                                   |
| سيدي محمد الاتراسي                                       | عضو مجلس بلدية السويسي                                   |
| شعيبية الاتراسي                                          | عضو مجلس بلدية السويسي                                   |
| بنيسف عاقل                                               | عضو مجلس بلدية السويسي                                   |
| ادريس كراكشو                                             | عضو مجلس بلدية السويسي                                   |
| اديب ابن ابراهيم                                         | عضو مجلس بلدية السويسي                                   |
| حمزة ملين                                                | عضو مجلس بلدية السويسي                                   |
| يوسف الكابوس                                             | عضو مجلس بلدية السويسي                                   |
| وديع شهيبة                                               | عضو مجلس بلدية السويسي                                   |
| عبد العزيز الدرويش                                       | عضو مجلس بلدية السويسي                                   |
| رحمة وزاني طيبي                                          | عضو مجلس بلدية السويسي                                   |
| ريم الفاسي                                               | عضو مجلس بلدية السويسي                                   |
| طارق بوبكري                                              | عضو مجلس بلدية السويسي                                   |
| عبد اللطيف الشرقاوي                                      | عضو مجلس بلدية السويسي                                   |
| المصطفى عاقل                                             | عضو مجلس بلدية السويسي                                   |
| وفاء عراقي                                               | عضو مجلس بلدية السويسي                                   |
| رشيد الاطراسي                                            | عضو مجلس بلدية السويسي                                   |
| عمر محمود بنجلون                                         | عضو مجلس بلدية السويسي                                   |
| ليليا بومهدي                                             | عضو مجلس بلدية السويسي                                   |
| سعاد الزيدي                                              | عضو مجلس بلدية السويسي                                   |
| محمد الطاهري                                             | عضو مجلس بلدية السويسي                                   |

كانت نتائج المرشحون الرئيسيين في الانتخابات البلدية الأخيرة لبلدية السويسي، والتي جرت في عام 2021 على النحو التالي:
| اسم المرشح         | القائمة الحزبية                            | عدد الأصوات التي حصل عليها | عدد المقاعد في مجلس بلدية السويسي |
| عادل الاتراسي      | قائمة حزب التجمع الوطني للأحرار            | 1998                       | 8                                 |
| أديب ابن ابراهيم   | قائمة حزب الأصالة والمعاصرة                | 975                        | 5                                 |
| عبد العزيز الدرويش | حزب الاستقلال                              | 764                        | 4                                 |
| المصطفى عاقل       | قائمة حزب الاتحاد الاشتراكي للقوات الشعبية | 469                        | 3                                 |
| عمر محمود بنجلون   | قامة تحالف اليسار الديمقراطي               | 339                        | 2                                 |
| سعد الزيدي         | قائمة حزب الحركة الشعبية                   | 218                        | 1                                 |
| محمد طاهري         | قائمة حزب العدالة والتنمية                 | 198                        | 1                                 |